# Кастро, Франсиско
Франсиско Кастро Малински Колон (исп. Francisco Castro Malinsky Colon; 12 июля 1922, Кайей, Пуэрто-Рико — 14 декабря 2008, Орландо, Флорида) — пуэрто-риканский легкоатлет, выступавший в прыжках в длину и высоту, тройном прыжке и беге на средние дистанции. Участник летних Олимпийских игр 1952 года, чемпион и двукратный бронзовый призёр Центральноамериканских и Карибских игр 1946 года, чемпион и серебряный призёр Центральноамериканских и Карибских игр 1950 года.

## Биография
Франсиско Кастро родился 29 января 1922 года в пуэрто-риканском городе Кайей.
В 1946 году завоевал три медали Центральноамериканских и Карибских игр в Барранкилье: золотую в тройном прыжке, бронзовые в прыжках в высоту и длину.
В 1950 году завоевал две медали Центральноамериканских и Карибских игр в Гватемале: золотую в прыжках в длину, серебряную в тройном прыжке.
В 1952 году вошёл в состав сборной Пуэрто-Рико на летних Олимпийских играх в Хельсинки. В тройном прыжке занял в квалификации последнее, 35-е место, показав результат 13,37 метра — на 1,18 метра меньше норматива, дававшего путёвку в финал. Также был заявлен в прыжках в длину и эстафете 4х400 метров, но не вышел на старт.
Умер 14 декабря 2008 года в американском городе Орландо.

## Личный рекорд
- Тройной прыжок — 14,29 (1944)[1]